# 昭陽湖
昭陽湖（ソヤンこ）は、大韓民国江原特別自治道春川市東部の昭陽江（北漢江の支流）に造られた、東アジア最大級の砂礫ダム（グラベルフィルダム）である昭陽江ダム（ソヤンガンダム）により形成された人造湖である。

## 概要
漢江水系の洪水調節、水力発電、ソウル・仁川など首都圏への生活・工業用水供給を目的とする多目的ダムとして造られた。1965年の日韓国交正常化後、日本からの経済援助78億円 が投下され、戦時下に水豊ダムを建設に携わった久保田豊率いる日本工営による建設計画（技術援助）が行われ、浦項製鉄所とともに「漢江の奇跡」を支えた。日本工営は、他にも戦後賠償を使って南ベトナムのダニムダム (Đập Đa Nhim) などを建設している。

## 湖
1973年、昭陽江ダムが完成したことによって昭陽湖ができた。総面積1608ha、湖の長さは直線距離で約60kmにおよび、春川市から上流の楊口郡・麟蹄郡に達する。面積と貯水量において韓国最大のダム湖である。
湖は「内陸の海」とも称される。湖の周囲には清平寺をはじめとして寺や名勝も多く、観光遊覧船が運航されている。また、湖とその周辺は釣りスポットともなっており、冬のワカサギ釣りが知られる。また、定期旅客船が運航しており、内陸水上交通路として利用されている。